# Jablonové (district de Bytča)
Jablonové est un village de Slovaquie situé dans la région de Žilina.

## Histoire
Première mention écrite du village en 1268.

## Démographie

### Évolution de la population
| Année:               | 1994. | 2004.   | 2014.   | 2024.   |
| -------------------- | ----- | ------- | ------- | ------- |
| Nombre de personnes: | 824   | 864     | 878     | 895     |
| Différence:          |       | +4,85 % | +1,62 % | +1,93 % |

| Année:               | 2023. | 2024.   |
| -------------------- | ----- | ------- |
| Nombre de personnes: | 885   | 895     |
| Différence:          |       | +1,12 % |